# Eta Leonis
Désignations
Eta Leonis (η Leo / η Leonis) est une étoile supergéante de troisième magnitude de la constellation du Lion. D'après la mesure de sa parallaxe annuelle par le satellite Hipparcos, elle est située à environ ∼ 1 270 a.l. (∼ 389 pc) de la Terre. Elle s'éloigne du Système solaire à une vitesse radiale de +2,8 km/s.

## Propriétés
Eta Leonis est une supergéante blanche de type spectral A0Ib, qui apparaît être dans une phase de boucle bleue. Depuis 1943, l'étoile est restée l'un des points d'ancrage à partir desquels les autres étoiles sont classées dans la classification MKK. Elle est environ douze fois plus massive que le Soleil et bien qu'elle soit âgée de 20,3 millions d'années seulement, elle a déjà quitté la séquence principale. Le rayon de l'étoile est estimé être 66,6 fois plus grand que le rayon solaire, ce qui est 13,9 fois plus grand que rayon qu'elle possédait au stade de la séquence principale d'âge zéro (ZAMS). L'étoile est près de 5 900 fois plus lumineuse que le Soleil et sa température de surface est de 9 750 K.
Comme beaucoup d'autres supergéantes bleues et blanches, Eta Leonis est une variable de type Alpha Cygni. Sa magnitude apparente varie légèrement, entre 3,49 et 3,53, et sans période bien définie. Les occultations de l'étoile par la Lune semblent indiquer qu'il s'agit d'une étoile binaire. Le système a été également résolu par la méthode de l'interférométrie des tavelures.

## Nomenclature
Al Jabbah est un nom propre parfois attribué à Eta Leonis et introduit récemment dans les catalogues[réf. à confirmer]. C’est l’arabe الجبهة al-Ğabha, peut-être au départ « la Troupe », est, dans les calendriers arabes, de nom de la Xe des manāzil al-qamar ou « stations lunaires », qui correspond au groupe α, η, γ et ζ Leo. Aussi ce nom est-il passé dès l’an mil dans les listes de stations lunaires sous diverses formes, notamment Algebati. Cette appellation fut très tôt interprétée, dans le ciel arabe traditionnel, comme « le Front du Superlion »,. Cela a donné pour l’étoile γ Leo le nom de Juba dans l’Uranometria de Johann Bayer (1603), chez Bayer (1603), puis la forme Algeiba popularisée par Giuseppe Piazzi (1814) (voir Gamma Leonis).